# Dahlica appenninica
Dahlica appenninica is een vlinder uit de familie van de zakjesdragers (Psychidae). De wetenschappelijke naam van deze soort is voor het eerst voorgesteld als Siederia appenninica door René Herrmann in een publicatie uit 2000.
De soort komt voor in Italië.